# 후난성 (중화민국)

후난 성의 위치

후난성(중국어: 湖南省, 한국어: 호남성)은 1912년부터 1949년까지 존재했던 중화민국의 성으로 성도는 창사이며 면적은 204,771km2이다. 10개 행정독찰구 하에 2개 시, 77개 현을 관할했다. 동쪽으로는 장시 성, 서쪽으로는 쓰촨 성과 구이저우 성, 남쪽으로는 광둥 성과 광시 성, 북쪽으로는 후베이 성과 접하고 있었다.